# 121
| Calendário gregoriano                                                        | 121 CXXI                      |
| Ab urbe condita                                                              | 874                           |
| Calendário arménio                                                           | -431 – -430                   |
| Calendário bahá'í                                                            | -1723 – -1722                 |
| Calendário budista                                                           | 665                           |
| Calendário chinês                                                            | 2817 – 2818                   |
| Calendário copta                                                             | -163 – -162                   |
| Calendário etíope                                                            | 113 – 114                     |
| Calendários hindus - Vikram Samvat - Calendário nacional indiano - Cáli Iuga | 176 – 177 42 – 43 3221 – 3222 |
| Calendário Holoceno                                                          | 10121                         |
| Calendário islâmico                                                          | 517 BH – 516 BH               |
| Calendário judaico                                                           | 3881 – 3882                   |
| Calendário persa                                                             | 501 BP – 500 BP               |
| Calendário rúnico                                                            | 371                           |
| Calendário solar tailandês                                                   | 664                           |

121 (CXXI, na numeração romana) foi um ano comum do século II do Calendário Juliano, da Era de Cristo,  e a sua letra dominical foi F (52 semanas), teve início a uma terça-feira e terminou também a uma terça-feira.
| Ano completo                       |
| ---------------------------------- |
| Ano comum com início à terça-feira |

## Nascimentos
- 26 de Abril - Marco Aurélio, Imperador Romano